# Johann Franz Buddeus

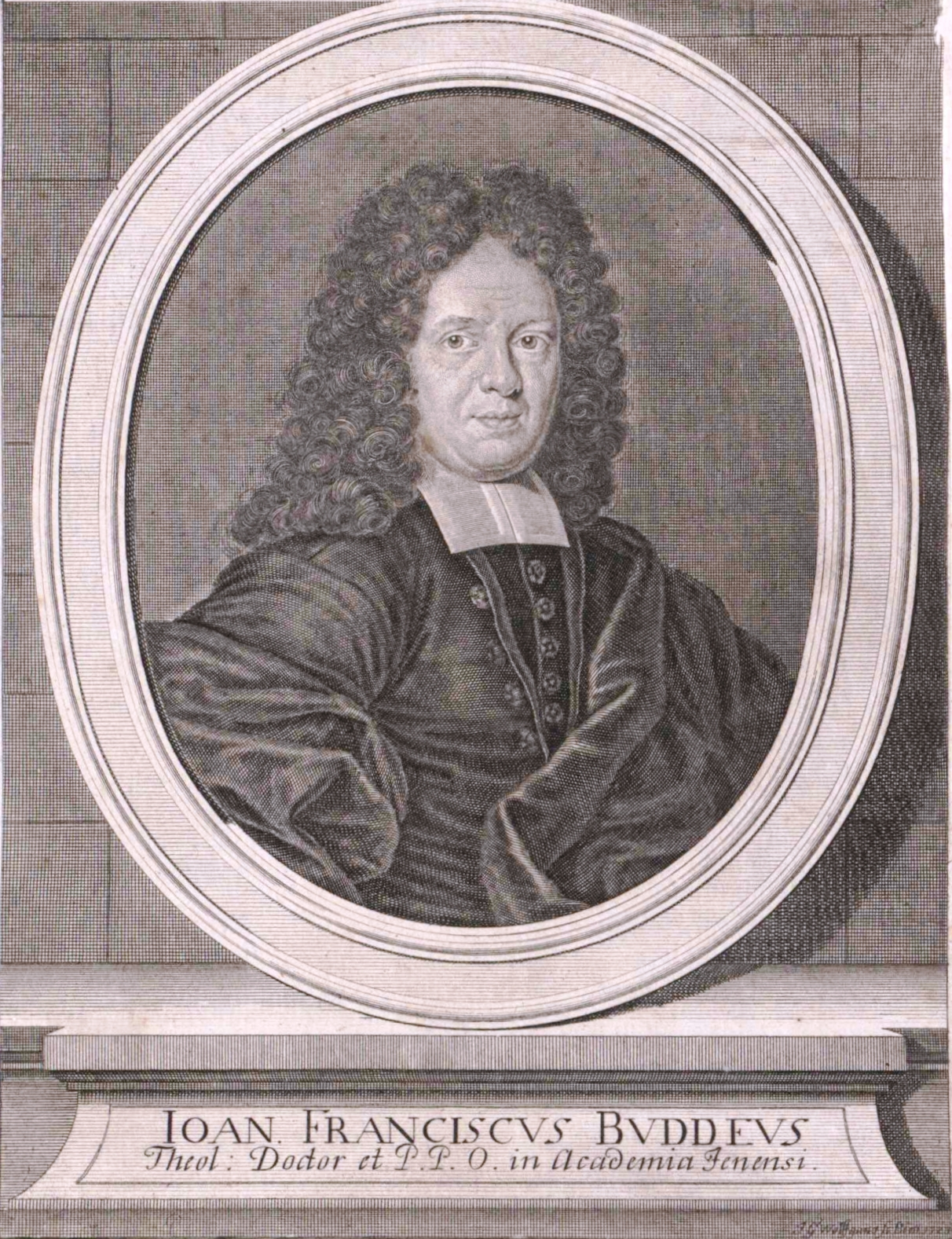
Johann Franz Buddeus

Johann Franz Buddeus, Budde o también Johannes Franciscus Buddeus (Anklam, Pomerania, 25 de junio de 1667 - Gotha, 19 de noviembre de 1729), fue un teólogo alemán luterano, hijo del pastor en dicha ciudad. Estudió con grandes distinciones en Greifswald y Wittenberg. Gracias a su especial estudio del lenguaje, teología e historia, fue designado profesor de griego y latín en Coburg en 1692, profesor de ética en la universidad de Halle en 1693 y profesor de teología en la universidad de Jena en 1705. En este último se le valoraba en alta estima y en 1715 se convirtió en primarius de esta facultad y miembro del consejo universitario.

## Obra
Sus obras más importantes son:
- Leipzig, allgemeines historisches Lexikon (Leipzig, 1709 ff.).
- Historia Ecclesiastica Veteris Testamenti (4 vols., Halle, 1709).
- Elementa Philosophiae Practicae, Instrumentalis et Theoreticae (3 vols., 1697).
- Selecta Juris Naturae et Gentium (Halle, 1704).
- Miscellanea Sacra (3 vols., Jena, 1727).
- Isagoge Historico-Theologica ad Theologiam Universam, singulasque ejus partes (2 vols., 1727).